# Hermann Grassmann
Hermann Grassmann (alemany: Hermann Günther Graßmann)  (Szczecin, 15 d'abril de 1809 - Szczecin, 26 de setembre de 1877) fou un lingüista i matemàtic alemany. També va ser físic, humanista, erudit i editor.

## Biografia
Hermann Grassmann era el tercer dels dotze fills de Justus Günter Grassmann i Johanne Luise Friederike Medenwald. La seva mare era filla d'un pastor protestant. El seu pare també havia estat consagrat pastor, però exercia com a professor de matemàtiques i física a l'Institut de Stettin (actual Szczecin, Polònia) i va ser un acadèmic notable, autor de diversos llibres de text escolars de física i matemàtiques, a més de dur a terme investigacions en el camp de la cristal·lografia. Un altre germà de Hermann, Robert, també es va dedicar a les matemàtiques i tots dos van treballar conjuntament en diversos projectes de recerca.
Durant la joventut, Hermann va ser educat per la seva mare, dona d'una vasta cultura. Després va anar a una escola privada, abans d'ingressar a l'Institut de Stettin, en el qual donava classes el seu pare. La majoria dels matemàtics despunten davant els seus professors des de molt joves, però, tot i tenir una gran oportunitat en pertànyer a una família procliu a l'educació, Hermann no va destacar de manera especial en els seus anys d'estudis secundaris, fins al punt que el seu pare va pensar que havia de dedicar-se a algun tipus de feina manual, com la de jardiner o artesà.
Grassmann apreciava la música i va aprendre a tocar el piano. Al mateix temps, prosseguia els seus estudis, en els quals a poc a poc anava millorant, i en els exàmens finals dels estudis secundaris, amb 18 anys, va acabar el segon de la seva promoció. Una vegada havia demostrat en el final dels seus estudis la seva competència acadèmica, Hermann decidí estudiar teologia i el 1827 es va traslladar a Berlín amb el seu germà gran per a cursar estudis a la Universitat de Berlín. Va fer estudis de teologia, llengües clàssiques, filosofia i literatura, i no sembla que anés a cap classe de matemàtiques o física.
Tot i que sembla evident que Hermann no va tenir cap mena de formació universitària formal en matemàtiques, aquesta era la matèria que més li interessava quan va tornar a Stettin, a la tardor de 1830, després d'haver completat els estudis universitaris a Berlín. Evidentment, la influència del seu pare en aquesta via va ser molt important, i podria haver arribat a ser professor de matemàtiques, però ja s'havia decidit a portar a terme investigacions matemàtiques pel seu compte. Després de passar un any investigant en matemàtiques i preparant l'examen per professor d'institut, Hermann se'n va anar a Berlín el desembre del 1831, per presentar-se a aquests exàmens. Sembla que els seus exercicis escrits no van ser gaire ben valorats, ja que els seus examinadors li donaren el títol per a ensenyar només en els primers nivells de la secundària. Li van dir que abans de poder ensenyar en els nivells superiors hauria de tornar a examinar-se i demostrar millors coneixements en els temes pels quals havia concursat. A la primavera de 1832 va obtenir una plaça de professor ajudant a l'Institut de Stettin.
Va ser cap a aquesta època quan va realitzar els seus dos primers descobriments matemàtics significatius, que el durien a les importants idees que desenvoluparia anys després. A la introducció del document Die Lineal Ausdehnungslehre, ein Neuer Zweig der Mathematik (Teoria de l'extensió lineal, una nova branca de la matemàtica) del 1844, Grassmann descriu com havia anat arribant a aquestes idees ja cap a l'any 1832.
El 1834 Grassmann va començar a donar classes de matemàtiques a la Gewerbeschule de Berlín. Un any més tard va tornar a Stettin per a fer classes de matemàtiques, física, llengua alemanya, llatí, i religió en un centre educatiu nou, l'Otto Schule. Aquesta gran varietat de matèries a impartir és una prova que encara només estava habilitat per a impartir classes a les escoles en els nivells més baixos. En els quatre anys següents, Grassmann va superar els exàmens que li van permetre fer classes de matemàtiques, física, química i mineralogia en tots els nivells dels centres d'educació secundària.
Grassmann se sentia en part frustrat pel fet d'haver de fer classes només en nivells de secundària, tot i ser capaç d'elaborar una matemàtica innovadora. El 1847 passa a ser "Oberlehrer". El 1852 se li va assignar el lloc que anteriorment havia exercit el seu pare a l'Institut de Stettin, i va obtenir d'aquesta manera el títol de professor. El 1847 va demanar al ministre d'Educació de Prússia ser tingut en compte per a exercir un lloc de professor universitari, i el ministre va demanar a Ernst Eduard Kummer la seva opinió sobre Grassmann. Kummer contestà dient que l'assaig de Grassman, que havia estat premiat el 1846, tenia "(...) bon material expressat de manera inadequada". Aquest informe de Kummer va acabar amb l'esperança de Grassmann d'arribar a obtenir una plaça de professor universitari. Aquest episodi confirma més el fet que les autoritats amb les que Grassmann va contactar mai van reconèixer la importància real de les seves idees.
Durant els disturbis polítics que es produïren en Alemanya els anys 1848-49, Hermann i Robert Grassmann editaren un diari a Stettin, el Norddeutsche Zeitung, per donar suport a la unificació d'Alemanya en el marc d'una monarquia constitucional. Després d'escriure una sèrie d'articles sobre lleis constitucionals, Hermann, cada vegada menys d'acord amb la línia política del diari, el va deixar.
Grassmann va tenir onze fills i set d'ells van arribar a adults. Un dels seus fills, Hermann Ernst Grassmann, va ser professor de matemàtiques a la Universitat de Giessen.

## Matemàtic
Entre els molts temes que va abordar Grassman és el seu assaig sobre la teoria de les marees. El va elaborar a 1840, prenent com a base la teoria de la Méchanique analytique de Joseph Louis Lagrange i de la Méchanique céleste de Laplace, però exposant aquesta teoria per mètodes vectorials, sobre els que treballava des de 1832. Aquest assaig, publicat per primera en els Collected Works de 1894-1911, conté el primer testimoni escrit del que avui es coneix com a àlgebra lineal i la noció d'espai vectorial. Grassmann desenvolupar aquests mètodes en Die Lineal Ausdehnungslehre, ein Neuer Zweig der Mathematik i Die Ausdehnungslehre: Vollständig und in strenger Form bearbeitet.

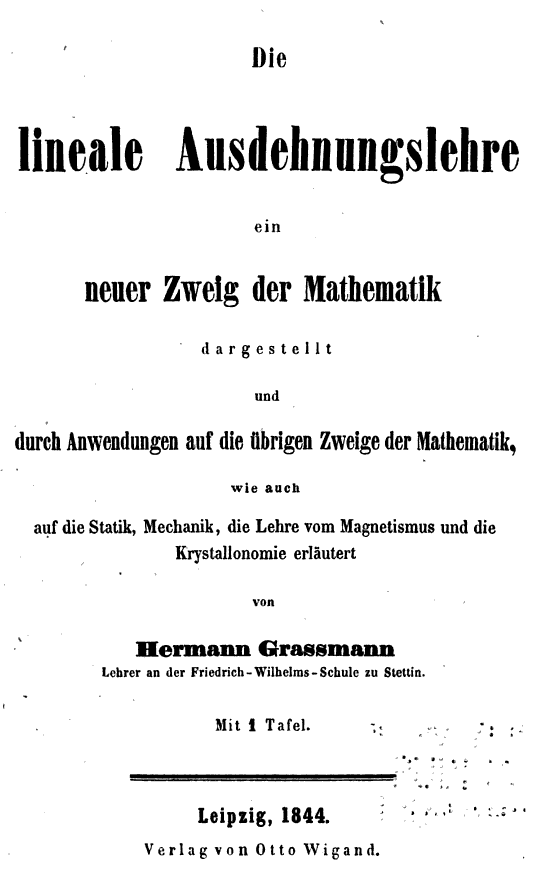
Portada de la primera edició del Die Lineale Ausdehnungslehre (1844).

El 1844, Grassmann publica la seva obra mestra, Die Lineal Ausdehnungslehre, ein Neuer Zweig der Mathematik, més conegut com a Ausdehnungslehre, que es pot traduir com "teoria de l'extensió" o "teoria de les magnituds extensives". Després de proposar en l'Ausdehnungslehre noves bases per a tota les matemàtiques, el treball comença amb definicions de naturalesa més aviat filosòfica. Grassmann va demostrar a més que si la geometria s'ha expressat en forma algebraica com ell proposava, el nombre tres no hagués exercit el paper privilegiat que té com a nombre que expressa la dimensió de l'espai, de fet, el nombre de possibles dimensions d'interès per la geometria és il·limitat.
Earnley-Sander (1979) descriu la creació de l'àlgebra lineal de Grassmann d'aquesta manera:
| « | "La definició d'espai lineal (...) es reconeix obertament al voltant de 1920, quan Hermann Weyl i altres publicar la definició formal. En realitat aquesta definició havia estat formulada uns trenta anys abans per Peano, que havia estudiat a fons el treball matemàtic de Grassmann. Grassmann no va formular una definició formal - no existia llavors un llenguatge adequat - però no hi ha dubte que tingués clar el concepte. " | » |

| « | "Començant amb un recull d''unitats' {\displaystyle i_{1},i_{2},i_{3},...}, ell, efectivament, va definir l'espai lineal lliure que generaven, en altres termes, considera la combinació lineal formal{\displaystyle a_{1}i_{1},a_{2}i_{2},a_{3}i_{3}...} on {\displaystyle a_{j}} són nombres reals, defineix la suma i la multiplicació de nombres reals [en la manera que es fa servir actualment] i demostra formalment les propietats d'espai lineal d'aquestes operacions. (...) Desenvolupa la teoria del la independència lineal de manera extraordinàriament similar a la presentació que podem trobar en els textos moderns d'àlgebra lineal. definir la noció de subespai, independència, longitud, desdoblament, dimensió, suma i intersecció de subespais, i projecció d'elements en els subespais. " | » |

| « | "... pocs van estar tan a prop com Hermann Grassmann de crear, treballant en solitari, una nova disciplina. " | » |

Desenvolupant una idea del seu pare, Grassmann va definir també en l'Ausdehnungslehre el producte exterior, anomenat també "producte combinatori" (en alemany: äußeres Produkt o kombinatorisches Produkt), l'operació clau en l'àlgebra que avui es coneix com a àlgebra externa. (Convé no oblidar que en els temps de Grassmann l'única teoria axiomàtica disponible era la Geometria euclidiana, i que la noció general d'àlgebra abstracta encara no havia estat definida.) El 1878, William Kingdon Clifford va unir l'àlgebra externa amb els quaternions de William Rowan Hamilton, substituint la regla de Grassmann {\displaystyle i_{p}i_{p}=0} per {\displaystyle i_{p}i_{p}=1}. Per a més informació vegeu àlgebra externa.
L'Ausdehnungslehre va ser un text revolucionari, molt avançat en la seva època com per poder ser apreciat. Grassmann ho va exposar com tesi doctoral, però Möbius no es va considerar capaç de valorar-lo i el va remetre a Ernst Kummer, que el va rebutjar sense haver dut a terme una lectura atenta. En els 10 anys següents, Grassmann va escriure una sèrie de treballs aplicant la seva teoria de l'extensió, incloent una Neue Theorie der Elektrodynamik de 1845, i diversos treballs sobre corbes i superfícies alegbraicas, amb l'esperança que aquestes aplicacions moguessin els altres a prendre més seriosament la seva teoria.
El 1846, Möbius va convidar a Grassmann a una competició per resoldre un problema originalment plantejat per Leibniz: idear un càlcul geomètric privat de coordenades i propietats mètriques. La Geometrische Analyse geknüpft an die von Leibniz erfundene geometrische Charakteristik de Grassmann va ser la idea guanyadora. Cal dir, però, que el resultat de Grassmann va ser l'únic presentat. De qualsevol manera, Möbius, que era un dels membres del jurat, va criticar la manera com Grassmann va introduir la noció abstracta sense proporcionar al lector cap intuïció sobre la validesa d'aquestes nocions.

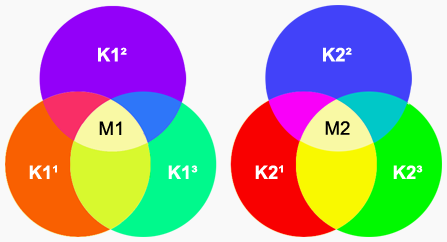
Tercera llei de Grassman sobre la trivariància.

El 1853, Grassmann va publicar una teoria sobre la manera en què es barregen els colors, aquesta teoria amb les seves quatre Lleis de Grassmann (no confondre amb la Llei de Grassmann que és una regla fonètica) segueixen ensenyant-se avui en dia. El treball de Grassman entrava en contradicció amb el de von Helmholtz. Grassmann va escriure també en cristal·lografia, electromagnetisme, i mecànica.
El 1861 Grassmann va exposar la primera formulació axiomàtica de l'aritmètica, utilitzant àmpliament el principi d'inducció. Giuseppe Peano i els seus seguidors van citar àmpliament aquest treball a partir de 1890.
El 1862, Grassman, tractant d'aconseguir el reconeixement de la seva teoria de l'extensió, va publicar la segona edició de la 'Ausdehnungslehre', àmpliament reescrita, i amb l'exposició definitiva del seu àlgebra lineal. El resultat, Die Ausdehnungslehre: Vollständig und in strenger Form bearbeitet, que es coneix com a "Ensenyament de la dilatació" no va ser millor considerada que l'edició original, tot i que el mètode d'exposició d'aquesta segona versió de 'Ausdehnungslehre' és anticipar-se al que han estat els llibres de text en el Segle XX. En aquesta obra desenvolupa un càlcul operatori directe per a les diverses magnituds geomètriques, que es coneix com a nombres de Grassmann.
L'únic matemàtic que va valorar en la seva justa mesura les idees Grassmann en vida d'aquest va ser Hermann Hankel. A la seva obra Theorie der complexe Zahlensysteme (1867) va ajudar que es coneguessin millor les idees de Grassmann. Aquest treball:
| «                                                                                     | "... desenvolupar una part de l'àlgebra de Hermann Grassmann i dels quaternions de Hamilton. Hankel va ser el primer que va reconèixer la importància dels textos de Grassmann, que havien estat menyspreats durant molt de temps ... " | » |
| — Introducció de Hankel al «Dictionary of Scientific Biography». New York: 1970-1990) | |   |

Es va trigar a adoptar els mètodes matemàtics de Grassmann però van influir directament en Felix Klein i Élie Cartan. La primera monografia de A. N. Whitehead, Universal Algebra de 1898, incloïa la primera exposició sistemàtica en anglès de la teoria de l'extensió i de l'àlgebra exterior. La teoria de l'extensió es va aplicar l'estudi de les formes diferencials i en les aplicacions d'aquestes formes a l'anàlisi ia la geometria. La geometria diferencial utilitza l'àlgebra exterior. Per a una introducció sobre la importància del treball de Grassmann a la física matemàtica veure Penrose (2004: caps. 11, 12).

## Lingüista
Contrariat per la seva incapacitat d'aconseguir que se li reconegués com matemàtic, Grassmann es va dedicar a la lingüística històrica. Va escriure llibres de gramàtica alemanya, va elaborar catàlegs de cançons populars i aprendre sànscrit. El seu diccionari i la seva traducció de l'Ayurveda (que se segueix publicant avui en dia) van tenir un gran reconeixement entre els filòlegs. Formular una llei relativa als fonemes de les Llengües indoeuropees, que es coneix avui com llei de Grassmann en el seu honor. També va elaborar un  Diccionari sobre el Rig-veda  (1873-1875).
Les seves qualitats filològiques van ser reconegudes en vida, va ser admès a la American Oriental Society i el 1876 fou nomenat doctor honoris causa per la Universitat de Tubinga.

### Primària
- 1844.  Die lineal Ausdehnungslehre . Leipzig: Wiegand.
- 1861.  Lehrbuch der Mathematik für Hoher Lehrenstalten, Band 1 . Berlin: Enslin.
- 1862.  Die Ausdehnungslehre, vollstandig und in strenger Form bearbeitet . Berlin: Enslin.
- 1894-1911.  Gesammelte mathematische und Physikalische Werke  en 3 volums Friedrich Engel ed. Leipzig: B.G. Teubner.

### Secundària
- Biryukova, L.G.; Biryukov, B.V. «On the axiomatic sources of fundamental algebraic structures: the achievements of Hermann Grassmann and Robert Grassmann» (en rus). Modern Logic, Vol. 7, Num. 2, 1997, pàg. 131-159. ISSN: 1047-5982.
- Dieudonné, Jean «The Tragedy of Grassmann» (en anglès). Séminaire de Philosophie et Mathématiques, Num. 2, 1979, pàg. 1-15. ISSN: 3040-1941.
- Fearnley-Sander, Desmond «Hermann Grassmann and the Creation of Linear Algebra» (en anglès). The American Mathematical Monthly, Vol. 86, Num. 10, 1979, pàg. 809-817. DOI: 10.1080/00029890.1979.11994921. ISSN: 0002-9890.
- Lewis, Albert C. «Hermann G. Grassmann, Ausdehnungslehre, first edition (1844)». A: Ivor Grattan-Guinness (ed.). Landmark Writings in Western Mathematics 1640-1940 (en anglès).  Elsevier, 2005, p. 431-440. ISBN 0-444-50871-6.
- Otte, Michael «The ideas of Hermann Grassmann in the context of the mathematical and philosophical tradition since Leibniz» (en anglès). Historia Mathematica, Vol. 16, Num. 1, 1989, pàg. 1-35. DOI: 10.1016/0315-0860(89)90096-7. ISSN: 0315-0860.
- Petsche, Hans Joachim. Hermann Graßmann: Biography (en anglès).  Birkhäuser, 2009. ISBN 978-3-7643-8859-1.
- Petsche, Hans Joachim; Kannenberg, Lloyd; Keßler, Gottfried; Liskowacka, Jolanta. Hermann Graßmann – Roots and Traces: Autographs and Unknown Documents (en anglès).  Birkhäuser, 2010. ISBN 978-3-0346-0154-2.
- Petsche, Hans Joachim; Lewis, Albert C.; Liesen, Jörg; Russ, Steve. From Past to Future: Graßmann's Work in Context (en anglès).  Birkhäuser, 2011. ISBN 978-3-0346-0404-8.
- Schubring, Gert. Hermann Günther Graßmann (1809-1877): Visionary Mathematician, Scientist and Neohumanist Scholar (en anglès).  Springer, 1996. ISBN 978-90-481-4758-8.